# Kaspar Suter
Kaspar Suter (* um 1520 im heutigen Kanton Zug; † 3. oder 4. Oktober 1554 in Camerano Casasco) war ein Schweizer Soldat und Chronist.

## Leben
Suter wurde in eine Bauernfamilie hineingeboren. Seine Familie ist bis zurück ins 14. Jahrhundert in Horgen nachweisbar. Adolf Alois Steiner geht davon aus, dass sie bereits drei Generationen vor Suters Geburt am Zugersee gelebt haben muss. Offensichtlich zeigte sich bei dem Jungen schon früh Neugier und Talent, denn er ging zur Schule, was zur Zeit des ausgehenden Mittelalters noch nicht selbstverständlich war. Seine Fähigkeit zu schreiben, die ihn gegenüber den meisten seiner Zeitgenossen hervorhob, half ihm aber in seinen ersten Jahren nicht, einem entsprechenden Beruf nachgehen zu können. Wesentlich Gebildetere machten ihm mögliche Positionen in Schreib-, Schul- oder Ratsstuben streitig, darunter vor allem die Mönche, die im Zuge der Reformation ihre Klöster verlassen hatten und selbst Anstellung suchten.
So liess er sich als Soldat anwerben, nahm in französischen Diensten an der Schlacht von Ceresole teil und fungierte als Reisläufer. Bereits 1545 dürfte er wieder in seiner Heimat gewesen sein und dort die Arbeit als Schreiber und Schulmeister aufgenommen haben. Er selbst nannte sich «tütscher lermeister». In diesen Jahren war Zug, nicht zuletzt durch die Tätigkeit Werner Steiners, deutlich vom reformatorischen Gedanken geprägt. Aus den vorliegenden Quellen folgert Adolf Steiner, dass Suter als einzig genannter Schulmeister in Zug womöglich die öffentlich-städtische Schule der Stadt begründet haben dürfte. Offenbar hatte sich damit in Zug die aus Zürich sich ausbreitende Reformationsbewegung bereits so weit durchgesetzt, dass der einzige Lehrer der Stadt auch im neuen Glauben unterrichten durfte. Richard Feller und Edgar Bonjour folgern aus dem Umstand, dass Suters Vater auf Zürcher Seite am Gubel gefallen sei, dass er dem reformierten Glauben angehört habe, und schlussfolgern daraus weiter, dass sein Sohn ebenfalls reformiert gewesen sei. Doch offenbar nahm Kaspar Suter später wieder den alten Glauben an.
1551 wandte er sich erneut dem Söldnerdienst zu, weil ihm die Schultätigkeit kein genügendes Einkommen bot. Bis Anfang Dezember 1553 hielt sich Suter deshalb wieder im Piemont auf und schon im Mai 1554 gehörte er zu der 6000 Mann starken Truppe König Heinrichs II., die in die Markgrafschaft Montferrat zog und Anfang Oktober Camerano belagerte. Nur zwei Tage konnten sich die Eingeschlossenen halten, doch bei der Stürmung verlor Kaspar Suter am 3. oder 4. des Monats sein Leben. Durch den Berner Chronisten Samuel Zehnder, der dort ebenfalls teilnahm, wissen wir heute noch, dass sein Grab dortselbst ausgehoben wurde. Dass diese Lebensumstände durchaus charakteristisch waren, zeigen auch andere Biografien wie die des Hans Salat oder des Urs Graf des Jüngeren.

## Werk und Bewertung

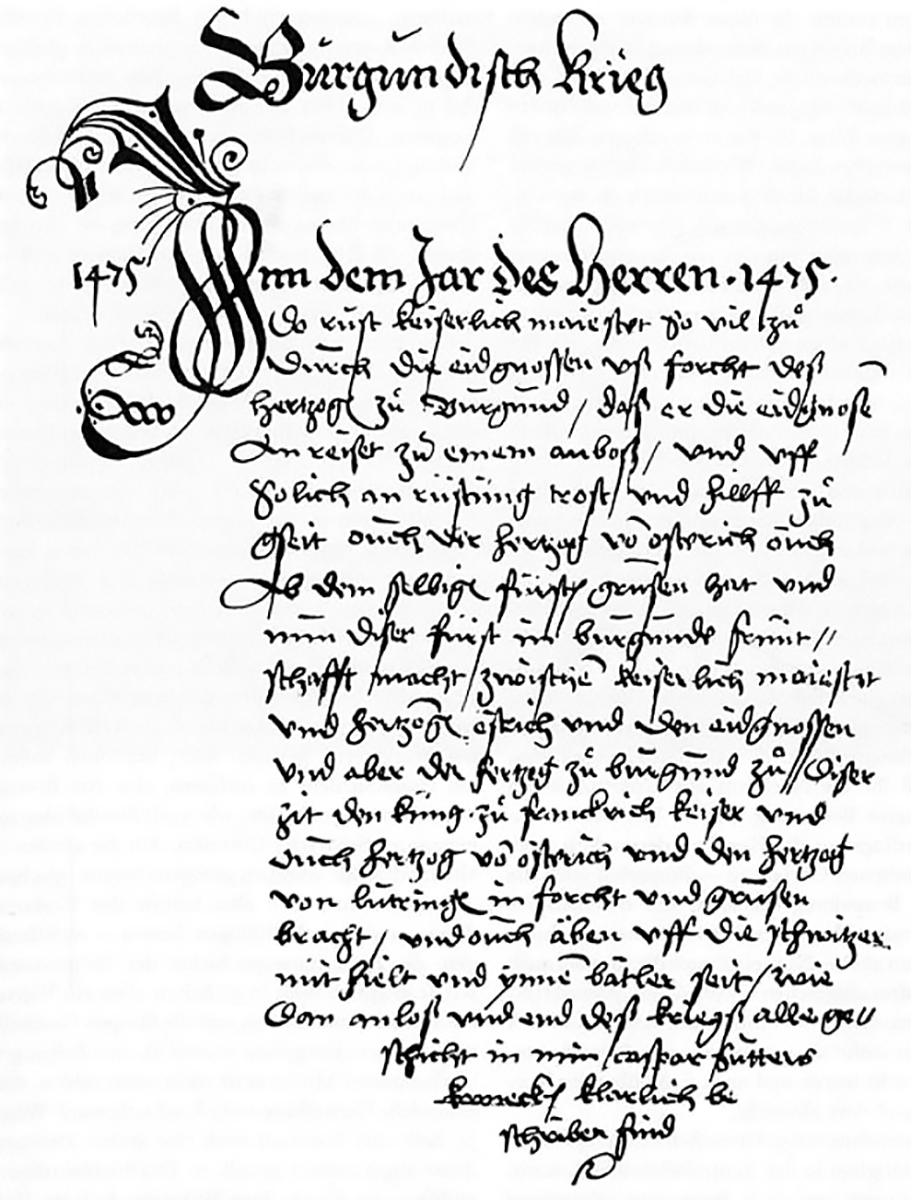
Erste Seite der Schilderung der Burgunderkriege mit Kaspar Suters Name in der drittletzten Zeile. Originalschrift von Suter, um 1548.

Trotz eines recht frühen Todes und trotz der langen Zeitspanne, die seit seinem Wirken vergangen ist, haben sich zahlreiche Zeugnisse seines Schaffens erhalten. Sein frühstes Werk ist zweifelsfrei sein Gedenklied der «für die Eidgenossen ruhmreichen Schlacht von Ceresole am Ostermontag 1544», das sogenannte Bemunder Lied. Es fand weite Verbreitung und wurde mehrfach nachgedruckt. Aus dem Text wird deutlich, dass er kein Landsknecht, sondern ein feinfühliger Mensch mit «inniger Gottgläubigkeit» gewesen sein muss. Sein Stil ist weder bildreich, noch pathetisch oder schwülstig und er lässt darauf schliessen, dass Kaspar Suter sich als zukünftiger Chronist eigne. Über seinen Kriegseinsatz 1551 gab es unter dem Titel Eine wahrhaffte und grüntliche Histori, was sich in zweyn jaren namlich 1552 und 1553 im Pemondt zugetragen und verloffen hat eine im Folgejahr in Bern gedruckte, heute aber verschollene 16-seitige Schrift. Beide Schriften sind historisch von eher untergeordneter Bedeutung, widerspiegeln seine Kriegserfahrung und sind auch literarisch-poetisch eher marginal.
Bekannt geworden ist Suter durch seine drei geschichtlichen Hauptwerke, Die große Schweizer-Chronik, Die abgekürzte Schweizer-Chronik und die Zuger Chronik. Diese Werke zur Schweizer Geschichte lassen eine Gesinnung erkennen, die nach dem Ende des Schwabenkriegs eine gewisse Eigenständigkeit und einen Zusammenhalt der Alten Eidgenossenschaft innerhalb des Heiligen Römischen Reichs Deutscher Nation beanspruchen. Zusätzlich sind alle Schriften Suters, aber insbesondere sein Hauptwerk durch sein Bemühen gekennzeichnet, «möglichst viel Stoff zusammenzutragen». Er selbst bekundet, wie hier in der Zuger-Chronik, die „lobwürdigen gschichten zuo Exemptel und Nutz, Lob und Er unserer nachkommen“ zu verfassen. Die beiden kürzeren Schriften, die Neue Chronik zu den Religionskriegen 1528 bis 1531 und eine 1549 herausgegebene und an die Badener Tagsatzung gerichtete, eher politisch intendierte „Verteidigungsschrift“, sind leider verlustig.
Bemerkenswert ist, dass diese drei Chroniken keine Auftragsarbeiten sind, denen man a priori entweder politische Einflussnahme oder „Ruhmesmehrung“ eines potentiellen Auftraggebers attestieren müsste, sondern us einfaltiger eignen frien willen Suters intendiert waren. Er wollte sich nach Meinung von Rudolf Hess († 1984) mit dieser Arbeit sesshaft machen, also ergründen, wo er und seine Generation hingehörten. „Freunde, die seine Begabung kannten, taten das ihre, Suter zum Unternehmen aufzumuntern. Zuweilen waren es gar die Räte der einzelnen Orte.“ Nach Feller und Bonjour kann aber auch eine innere Dichotomie zwischen altem und neuem Glauben eine Rolle gespielt haben, sich mit der Geschichte der Vorfahren auseinanderzusetzen, war er doch noch ganz den katholischen Riten verhaftet oder wieder zu ihnen zurückgekehrt, wenn er in der Zuger-Chronik ausdrücklich der „erwälten helligen Lieben Mutter Maria“ dankt.
Für das Verfassen dieser Chroniken hat Suter nach eigenen Angaben innerhalb von vier Jahren 300 Kronen aufgewendet, die er sich zum Teil leihen musste, und seine eigene Arbeit sei darin nicht veranschlagt. An verschiedene Stände richtete er Schreiben, um ihnen umgekehrt ihre Chroniken vorzulegen und Mitteilung zu machen, welche Angaben darin fehlerhaft seien. Daraus lässt sich der Anspruch erkennen, eine allumfassende Chronik zu schreiben und die bisherigen – zuletzt die von ihm sehr kritisierte, 1547/48 von Johannes Stumpf erschienene Schwytzer Chronica – übertreffen zu wollen. Viele seiner Zeitgenossen beschäftigten sich wie er mit derartigen Elaboraten. Zu nennen sind über Johannes Stumpf hinaus Gerold Edlibach, Heinrich Brennwald und Werner Schodoler.
Steiner kritisiert Suters Große Schweizer-Chronik insofern, als sie offensichtlich nicht mit der dazu notwendigen Ruhe verfasst worden sei. Insbesondere moniert er „einen etwas verworrenen Aufbau“. Doch er konstatiert Suters anderweitige Verpflichtungen mit langen Abwesenheiten von Zug und die plötzliche Eile, mit der er arbeiten musste, nachdem Stumpf seine Chronik vorgelegt hatte. Steiner mutmasst die neue Chronik als eine „Anti-Stumpf“-Schrift. Seine erneute Abreise und sein plötzlicher Tod hätten nach Steiner eine „Schlußredaktion seiner großangelegten Arbeit“ verhindert. Schon wenig später dürfte das auf Unkenntnis gestossene Manuskript verschollen sein, „weil seine Nachwelt [diesem Werk] keine Bedeutung beimaß“. Sie gilt heute als verloren.
Die abgekürzte Schweizer-Chronik liegt im Original auf 142 gebundenen Pergamentseiten in der Zentral- und Hochschulbibliothek Luzern. Darin erfährt man von Steiner (quasi im Subtext) „…Suters schöne, gut leserliche Handschrift. Einheitlichkeit in der Schreibweise gleicher Worte ist gegenüber den nachfolgenden Kopisten vorbildlich.“ An diesem Werk kritisiert Steiner die „Kopflastigkeit“ der epischen, auf 32 Seiten ausgebreiteten Schilderung der Entstehungsgeschichte der Eidgenossenschaft, während er alle anderen Ereignisse mit zwei bis vier Zeilen abspeist. Steiner mutmasst in dem Werk die Verwendung als „Maquette“, die er seinen Bittbriefen an die Stände hinzufügte.
Die Zuger-Chronik kann als ein Nebenprodukt der Grossen Schweizer Chronik angesehen werden, mit der er vielleicht das Interesse der Zuger Leser auf die anderen Chroniken stimulieren wollte. Als Grundlage diente die Chronik Konrad Gessler von Meienbergs (1412–1479), der er die ältesten Teile entnahm. Suters Chronik gilt von Anfang an als das Standardwerk zugerischer Geschichtsschreibung und wurde bereits in vielen Handschriften gern zitiert. Schon bald geriet das Werk aber unter dem Namen eines seiner Kopisten in Umlauf, Johann Kolin-Schell, der dem Geschlecht der Kolin, einem Geschlecht der Stadt Zug, entstammte. Und, noch gravierender: selbst angesehene Geschichtswissenschaftler trugen nicht zur Aufklärung bei, indem sie diese Chronik nicht dem wahren Urheber zuordneten.
Generell, aber in der Zuger-Chronik besonders, kritisiert Steiner Suters Sprache, die er als „holprig“ bezeichnet und in der er auf Eigenwilligkeiten aufmerksam macht, beispielsweise die häufige Verwendung des Wortes und. Er bescheinigt dem Text, dadurch Tempo zu gewinnen, was bei historischen Schilderungen durchaus attraktiv sein könne, doch blieben dabei historische Finessen auf der Strecke. Ein anderes Problem sei die grosse Fabulier- und „Barock-vorweggenommene Aufzählungsfreudigkeit“ Suters, wenn er beispielsweise über den Banner- und Siegelhandel vom Oktober 1404 schreibt:

«… von alter har ghept, ererbt und erworben, ouch begabet und gefryett sind worden von herren und fürsten, dem huß österich, ouch künigen, kheisern, geistlichen und weltlichen fürsten, alls mit Rächten, ouch paner, sigel, hoch und nidergricht, wapengnoß, Stifftung der Statt schlösseren und Burgen, von edel gefrigt unnd erworben …»